# 実りを結ぶ会

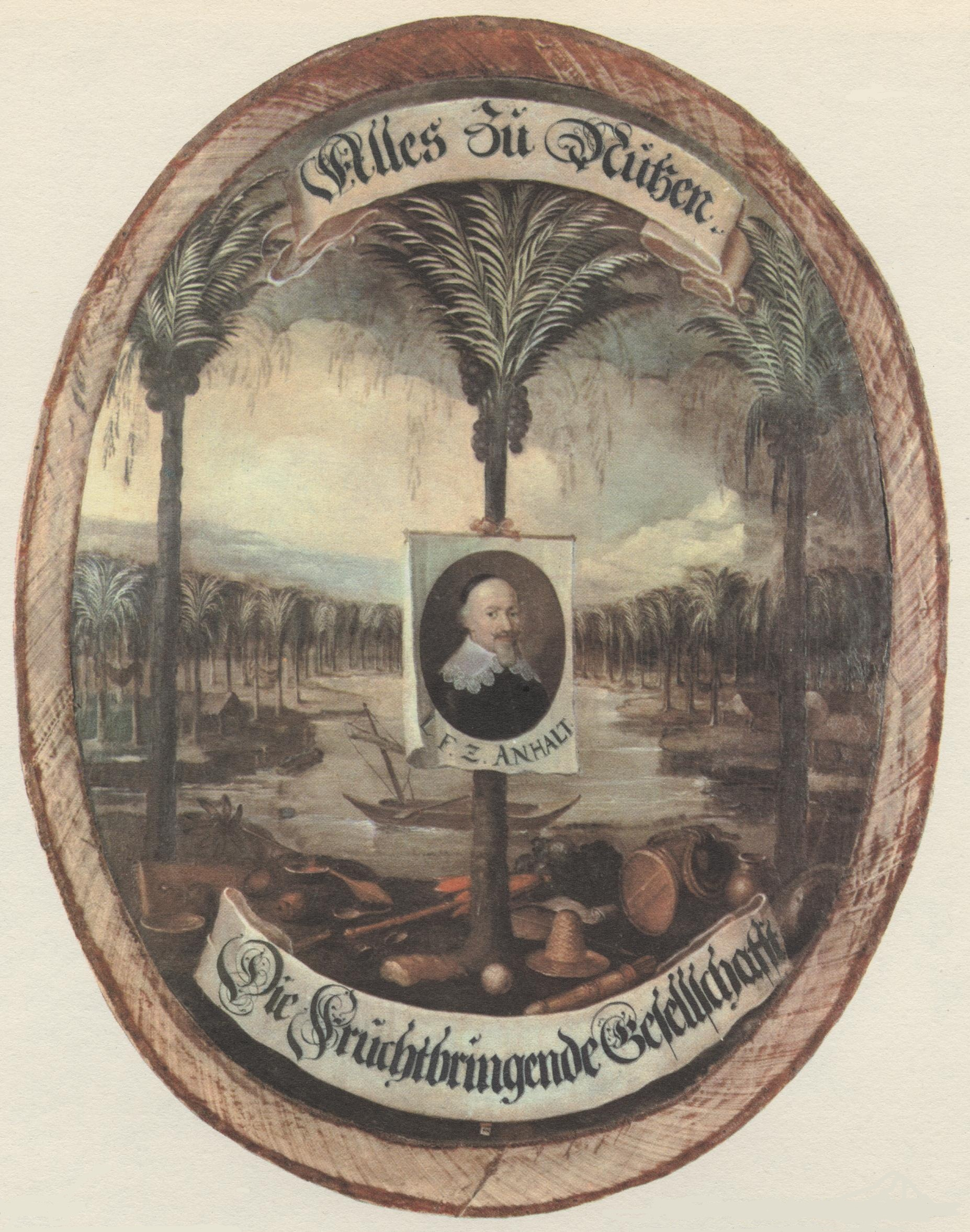
会のシンボルのヤシの木と初代会長ルートヴィヒ1世

実りを結ぶ会（ドイツ語: Fruchtbringende Gesellschaft）は、17世紀のドイツで結成された国語協会である。ドイツ各地でバラバラだった方言から標準的なドイツ語を創出する目的で結成されたもので、ドイツの国語協会としては初めてのものだった。
ドイツ語の「Fruchtbringende Gesellschaft」の日本語訳としては、「実りを結ぶ会」、「実を結ぶ会」、「実りの会」、「実りの会国語協会」、「結実協会」、「結実結社」、「創造協會」などがある。また、この協会のシンボルマークが椰子の木と椰子の実だったことから「ドイツ語: Palmenorden」（「椰子の会」、「シュロの木会」）の異名もある。

## 概要
実りを結ぶ会（ドイツ語: Die Fruchtbringende Gesellschaft）は、1617年にワイマールで設立されたドイツ語の国語協会である。設立にはドイツの学者や領邦君主が参加し、これはドイツの国語協会としては歴史上初めてのものだった。実りを結ぶ会は、ドイツ各地でバラバラな方言に分かれているドイツ語に対し、標準的なドイツ語を提示することで、学術や文学に資することを目指していた。これはイタリアのフィレンツェで組織されたクルスカ学会（イタリア語: Accademia della Crusca、1583年設立）を模したもので、同様の会はフランス（1635年）やイギリスでも設立されていった。
この会は「Palmenorden」（英語の「Palm Order」（「ヤシの木会」）に相当）の名称でも知られている。これは「実りを結ぶ会」の紋章がヤシノキをモチーフとしていたことに由来する。ワイマールの宮廷参事官(Hofmarschall)だったカスパー・フォン・トイトレーベン（Caspar von Teutleben (1576–1629)）がこの会の発起人である。トイトレーベンは若い頃にイタリアを旅したことがあり、そこでイタリアの国語協会を知ってこの会の設立を思い立ったのだった。1617年8月に行われたワイマール大后ドロテア・マリアの葬礼のときに、あちこちの諸侯が集う機会があり、イタリアのクルスカ学会を例に挙げて、ドイツ国語協会の設立の提案をした。とくに、クルスカ学会のメンバーだったアンハルト＝ケーテン侯ルートヴィヒ1世がこの提案に乗り気で、ルートヴィヒ1世を会頭に迎えて「実りを結ぶ会」が設立される運びになった。
「実りを結ぶ会」には、1人の王、153人のドイツ諸公、60人以上の貴族や数多くの学者が名を連ねた。実りを結ぶ会は1668年に解散した。
「実りを結ぶ会」に関する最古の言及は、1647年に出版されたカール・グスタフ・フォンの『Der Teutsche Palmbaum』の中にある。

## 歴史

### 前史
ドイツ語は古来から無数の方言に分かれていて、互いに言葉が通じないほどだった。16世紀に宗教改革を行ったルターが著したドイツ語聖書は、すべてのドイツの民に通じるドイツ語を目指した最初の試みだった。当時ルターを庇護したのがザクセン選帝侯だったこともあり、その本拠地であるヴィッテンベルクの宮廷で使われていたオーバーザクセン方言が、その基礎になった。しかし、ドイツ語は大衆の口語（民衆語）に過ぎず、教会や学問の世界ではラテン語が用いられており、当時の出版物はほとんどすべてラテン語で刊行されていた。
また、宗教改革は新教派の各地に学校設立ブームをもたらした。従前の伝統的な大学の多くは神聖ローマ帝国の管轄下にあり、神聖ローマ帝国は旧教だったので、新教派の領邦や諸都市では自分たちの宗派に適う教育を授ける新しい学校を必要としたのである。こうした学校の多くは、大学での専門教育の準備として、古典言語であるラテン語、ギリシャ語、ヘブライ語の教育を重視しおり、ドイツ語はそれらより下位に置かれていた。
ルネサンスの動きがドイツにも伝わると、ドイツの一部の人文学者たちが「上品な言い回し」を好んで外来語を使うようになった。ラテン語や、イタリア語、スペイン語が盛んにドイツ語に流入し、特にフランス語が「最も高級な言語」としてもてはやされるようになった。それを教養階級が真似をして、一時的にかなりの外来語がドイツ語に混入するようになった。とりわけ、音楽、舞踊、演劇、建築、美容、衣装、料理などの分野でそれが顕著だった。一方これに反発し、母国語としてのドイツ語を純化しようという人々も現れるようになった。
古典語教育を行うヨハネウム学院の卒業生であるヴォフガング・ラトケ(1571-1635)という教育者は、ドイツの学校でのドイツ語教育の重要性を訴え、『Sprachkvnst』（「言語の技術」）（1612-1615）を著した。ラトケは、正しいドイツ語の習得は古典語の学習に役に立つと説いた。はじめラトケの主張に耳を貸す者はいなかったが、1612年にフランクフルトで行われた神聖ローマ皇帝を選定する会議の場で、言葉がバラバラに分裂しているドイツの民を1つのドイツ語の下に集めることは、小領邦に分裂して相争っているドイツの民に平和をもたらすだろうという建白書を掲げ、ドイツ語教育の必要性を訴えた。会議に出席していた諸侯のなかから何人かが、ラトケの意見を容れて学校改革の意義をみとめるようになった。

### 会の設立
「実りを結ぶ会」は1617年夏のワイマールで結成された。この年の7月にワイマール公国の大后ドロテア・マリア(1574-1617)が没し、ワイマールで営まれた葬礼に各地の諸侯が参列した。ドロテア・マリア大后は、アンハルト＝ツェルプスト侯国の公女であり、アンハルト＝ケーテン侯国のルートヴィヒ1世の実姉である。ワイマール側では、大后の息子であるヨハン・エルンスト1世とヴィルヘルムの兄弟がワイマールを共同統治していた。一般民衆も参加した葬礼が終わった後、会食の席上で、作法と「民衆語（ドイツ語）」の話題になり、ルートヴィヒ1世とワイマール公、そしてそれぞれの宮廷官らによって「実りを結ぶ会」の設立が決まったのだった。
設立を提案したのは、ワイマールの宮廷参事官カスパー・フォン・トイトレーベン(1576–1629)だったという。トイトレーベンはイタリア、フランスなど各国を旅したことがあり、イタリアで民衆語の純化に取り組んでいるクルスカ学会のことを知っていて、これを紹介したのだった。トイトレーベンはドイツにフランス語が流入していることの危機を、ワイマールとアンハルトの諸侯に訴えた。
アンハルト＝ケーテン侯ルートヴィヒ1世は、これに真っ先に賛成した。ルートヴィヒ1世も若い頃に3年間をかけてイタリアを旅したことがあり、1年を超すフィレンツェ滞在中に自らクルスカ学会の会員になっていたのである。また、ルートヴィヒ1世は1612年の選帝会議でのラトケの建白書を採用した諸侯の一人でもあった。その日のうちに「実りを結ぶ会」の発足が決まり、ルートヴィヒ1世を初代会頭とすることになった。
後年発行された会報に拠ると、この会合が行われて会が設立されたのは1617年8月24日ということになっている。ただしこの日付の正確性は疑わしいとの指摘もある。ドロテア・マリア大后は7月18日に亡くなっており、その葬礼は8月5日に終わっていて、8月24日は服喪期間中だったはずだ、というものである。この説に拠れば、8月24日は、1572年にフランスでカトリックによるプロテスタント虐殺事件（サン・バルテルミの虐殺）が起きた日で、プロテスタントにとっては重要な日付だった。だから後年になって、会の発足日をその日に結びつけたのだろうと推測している。

### 会の発展と意義
「実りを結ぶ会」には、「生まれついての貴族」と「精神の貴族」が集った。その中には、スウェーデン王カール10世のような王、各地の選帝侯、諸侯、貴族、学者や、マルティン・オーピッツ（1597-1636）・アンドレアス・グリューフィウス（1616-1664）のような詩人がおり、総勢890名となった。このように身分の差を超えて文学という一つの目的で様々な階級に属する人物が集まったことは、ドイツ語やドイツ文学の発展にとって大きな節目となった。
会の目的は主にドイツ民衆の口語からフランス語などの外国語の影響を取り去り、高地ドイツ語を標準的なドイツ口語として純化涵養し、そのための文法書や辞書を提供し、正しい語法や発音を指導し、学校を整備することにあった。
とくに会長のルートヴィヒ1世のアンハルト＝ケーテン侯国ではそれが顕著に行われた。ルートヴィヒ1世は、1619年に学校を設立してラトケに監督させ、さらに自ら神聖ローマの宮廷詩人ヒューブナー（de:Tobias Hübner）の作品を数多く翻訳して刊行し、学校の教科書とした。しかしながらその取組はあまりうまく行かなかった。開校から程なくして関係する聖職者同士の争いがはじまり、それがやがてラトケとルートヴィヒ1世の不和へ発展した。結局ラトケは侯国を追い出されてしまった。

### 歴代会長
| 任期        | 画像 | 名前            | 爵位                           | 生没年      |
| 1617 - 1650 | 拡大 | ルートヴィヒ1世 | アンハルト＝ケーテン侯         | 1579 - 1650 |
| 1651 - 1662 | 拡大 | ヴィルヘルム4世 | ザクセン＝ワイマール公         | 1598 - 1662 |
| 1667 - 1680 | 拡大 | アウグスト      | ザクセン＝ヴァイセンフェルス公 | 1614 - 1680 |

設立当初の会長はルートヴィッヒ1世、2代目会長は設立に関わったヴィルヘルム4世である。ヴィルヘルム4世が1662年に没したあとの次の人選には時間を要し、空白期間がある。会は半世紀以上も続き、三十年戦争でドイツが分裂しても政治や軍事上の利害を離れて純粋な文学活動として続けられた。しかしやがて当初の理念と現実が乖離していき、実情に合わなくなっていった。会は3代目のアウグストの死を以て解散した。
アウグストの死によって彼の領国は分割され、主要な部分はブランデンブルク選帝侯フリードリヒ・ヴィルヘルムのものとなった。そのブランデンブルク選帝侯領では文芸よりも実益に適う学問が重視されており、特に絶対王政への傾倒からフランス語を至上とし、ドイツ語を価値の無いものとみなしていた。この風潮は「実りを結ぶ会」のようなドイツ母国語の純粋化運動とは全く相容れないものだった。

## 影響と評価
「実りを結ぶ会」は、ドイツ語の国語協会としてはドイツ史上初のものであったが、まもなくこれを真似て各地でも同じような団体が次々と組織された。例を挙げると、ストラスブルクで1633年に設立された「樅の木誠実協会」、ハンブルクで1642年に設立された「ドイツ主義社」、リューベックで1652年に設立された「エルベ白鳥会」、ニュルンベルクの「ベーグニッツ花の会」、ケーニヒスベルクでジーモン・ダッハが主宰した「ケーニヒスベルクの南瓜小屋」などがある。しかし会員規模でも重要度、知名度でも、「実りを結ぶ会」が最大だった。
「実りを結ぶ会」が数多くの会員を集め、君主から学者まで幅広い階級の参加者を集めたのに比べると、後続の国語協会の多くは、特定の文人を中心にした個人的な集まりの規模に過ぎないものが多かった。また、フランスでは1635年にアカデミー・フランセーズが組織されており、後続の国語協会は外国の模倣に過ぎなかったという見解もある。後代には性急な形式主義や極端な画一性、過度の排他性に陥って柔軟性を失い、批難されたものもあった。
歴史的には、国語協会の功績は専らドイツ語の純化にあったという限定的な評価がなされてきた。近年の文学史家は、「実りを結ぶ会」は単なる国語純化やドイツ語の発達に寄与したにとどまらず、ドイツにおける人文主義を押し進めたと考えている。以前のドイツでは、貴族・学者といった知識階級によるラテン語の文学と、庶民・市民階級のドイツ語の文学は全く別世界のものとして扱われていたが、両者が交わることで新時代のドイツ文学の土壌となったと考られるようになっている。
会員は、互いに礼節を重んじることが義務とされた。これによって昔から「粗野」とみなされてきたドイツの領邦君主たちに、優美で荘重な宮廷文化が普及するようになった。政治・軍事・宗派のポリシーを超えて数多くの領邦君主が集ったことで、まもなく起きる三十年戦争で敵味方に分かれた領邦君主のあいだでも円滑な連絡が確保され、戦中戦後の交渉に大きく寄与することになった。さらに、これらの国語協会の活動は「ドイツ」に対する愛国心を育んだ。
「実りを結ぶ会」からは、17世紀に流行したドイツのバロック文学が生み出された。「実りを結ぶ会」や各地の国語協会の精神はさらに受け継がれ、18世紀のゴットシェートによるドイツ語改革運動とドイツ学士会設立へつながっていった。一方、こうした「正しい文法」に関する規制はやがて過剰なまでに厳しくなっていき、それに対する反発は18世紀後半に疾風怒濤運動となって現れ、さらにそこからドイツのロマン主義や古典主義が生まれた。

## 会員
- 詳細はListe der Mitglieder der Fruchtbringenden Gesellschaftを参照。

- 下記は日本語版記事があるもの。

王族
- カール10世 (1622-1660) - プファルツ朝スウェーデン王。ドイツ出身。

諸公
- ゲオルク・ヴィルヘルム (1595-1640) - ブランデンブルク選帝侯
- フリードリヒ・ヴィルヘルム (1620-1688) - ブランデンブルク選帝侯

- クリスティアン (1581-1655) - ブランデンブルク＝バイロイト辺境伯
- ゲオルク (1582-1641) - ブラウンシュヴァイク＝カレンベルク侯
- クリスティアン・ルートヴィヒ (1622-1665) - ブラウンシュヴァイク＝カレンベルク侯・リューネブルク侯
- アウグスト2世 (1579-1666) - ブラウンシュヴァイク＝ヴォルフェンビュッテル侯
- フリードリヒ・ウルリヒ (1591-1634) - ブラウンシュヴァイク＝ヴォルフェンビュッテル侯
- ルドルフ・アウグスト (1627-1704) - ブラウンシュヴァイク＝ヴォルフェンビュッテル侯
- アントン・ウルリヒ (1633-1714) - ブラウンシュヴァイク＝ヴォルフェンビュッテル侯
- フェルディナント・アルブレヒト1世 (1636-1687) - ブラウンシュヴァイク＝ヴォルフェンビュッテル侯
- クリスティアン1世 (1568-1630) - アンハルト＝ベルンブルク侯
- クリスティアン2世 (1599-1656) - アンハルト＝ベルンブルク侯
- ヴィクトル1世アマデウス (1634-1718) - アンハルト＝ベルンブルク侯
- ヨハン・ゲオルク1世 (1567-1618) - アンハルト＝デッサウ侯
- ヨハン・カジミール (1596-1660) - アンハルト＝デッサウ侯
- ヨハン・ゲオルク2世 (1627-1693) - アンハルト＝デッサウ侯

その他貴族
- ハンス・フォン・アルニム＝ボイツェンブルク (1583-1641) - ザクセン選帝侯国陸軍元帥

学者
- ヨハン・ヴァレンティン・アンドレーエ (1586-1654) - 『化学の結婚』著者。